# بيع بالجملة

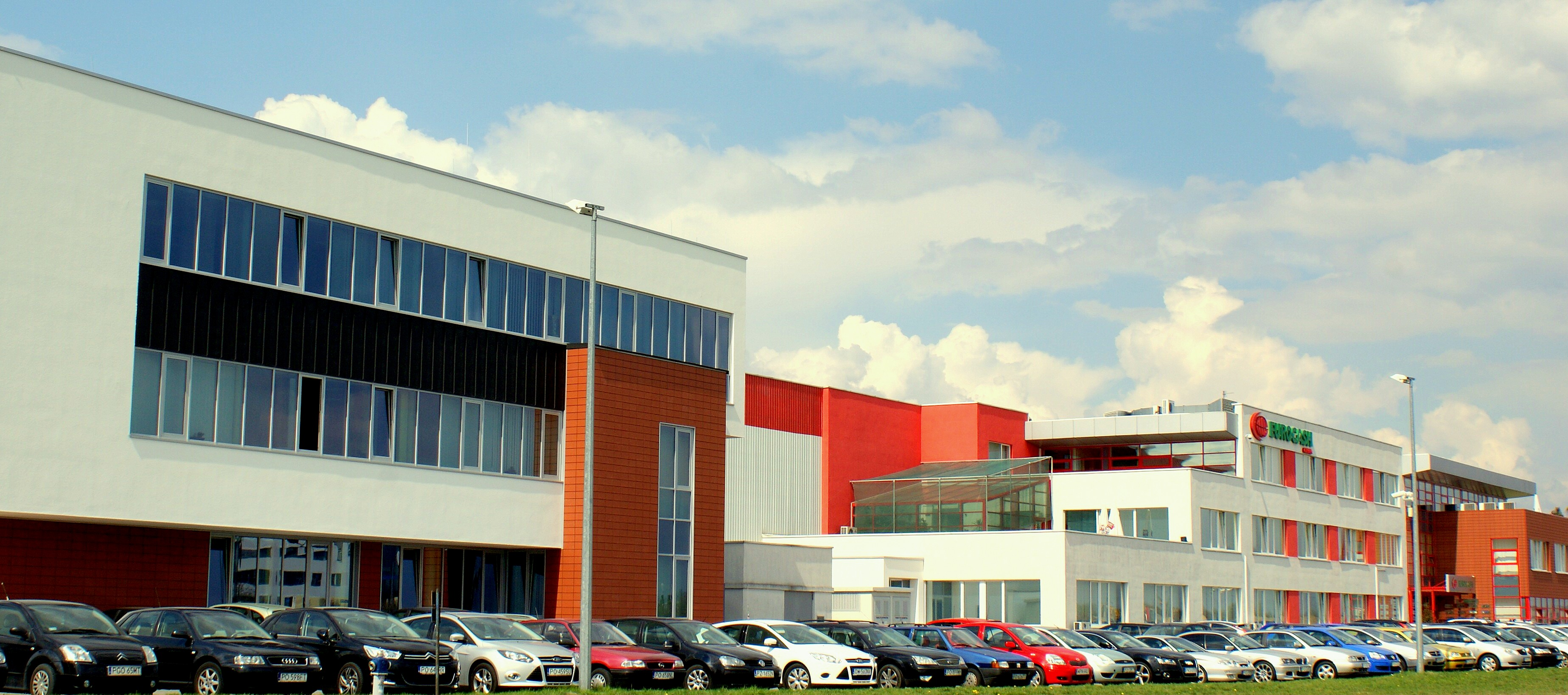

البيع بالجملة هي عملية تحريك سريع لدورة رأس المال، أي شراء كميات كبيرة من مختلف المواد بسعر الجملة، وبيع نفس المواد بربح هامشي تنافسي (عادل)، وبالتالي تحريك رأس المال عدة مرات بالسنة المالية الواحدة، ناهيك عن توفير أجور المخازن، الكهرباء، الماء واليد العاملة. الخ، وهذا الأمر يساهم بزيادة الربح الهامشي الذي يؤدي بالضرورة إلى المنافسة العادلة المشار إليها اعلاه. كما أن عدم وجود تصافي مواد نتيجة الربح الهامشي يزيد في الربح...
تاجر الجملة : هو التاجر الوسيط بين المنتج وتاجر التجزئة